# Aclemmysa solarii
Aclemmysa solarii is een keversoort uit de familie zwamkevers (Endomychidae). De wetenschappelijke naam van de soort werd in 1904 gepubliceerd door Edmund Reitter.